# 現場
| ウィキペディアには「現場」という見出しの百科事典記事はありません（タイトルに「現場」を含むページの一覧/「現場」で始まるページの一覧）。 代わりにウィクショナリーのページ「現場」が役に立つかもしれません。 |